# Besleria gracilenta
Besleria gracilenta är en tvåhjärtbladig växtart som beskrevs av Conrad Vernon Morton. Besleria gracilenta ingår i släktet Besleria och familjen Gesneriaceae. Inga underarter finns listade i Catalogue of Life.